# Ponte da Freguesia do Ó
A Ponte Freguesia do Ó - Padre Noé Rodrigues é uma ponte que cruza o Rio Tietê , na cidade de São Paulo, Brasil. Constitui parte do sistema viário da Marginal Tietê.
Foi construída em 1956, conectando o então isolado distrito da Freguesia do Ó, na zona norte, ao restante da cidade. Ela interliga a Avenida Inajar de Souza, na Freguesia do Ó, à Avenida Comendador Martinelli, na Barra Funda, constituindo a principal via de acesso ao bairro.